# Leigh Anne Tuohy
Leigh Anne Tuohy (născută Leigh Anne Roberts; n. 9 august 1960, Memphis, Tennessee, SUA) este o americancă, designer de interioare. Viața ei a inspirat personajul omonim din cartea lui Michael Lewis⁠(en)[traduceți], The Blind Side: Evolution of a Game (2006), ecranizată în 2009 sub titlul The Blind Side.
Leigh Anne Tuohy- personaj de film: este personajul principal feminin din filmul american "The blind side", creat în anul 2009. Acesta a fost interpretat de actrița americană Sandra Bullock pentru interpretarea căruia a primit premiul Oscar în 2010. Leigh Anne Tuohy este o femeie foarte frumoasă, cu o puternică personalitate și care acaparează în mod normal atenția tuturor în momente distincte. Leigh face parte din elita burgheziei americane din acele timpuri. Aceasta are o familie fericită formată din soț, fiu și fiică. Ulterior în familia lor intră Big Mike (Michael Oher), personajul principal masculin al filmului. Leigh Anne este remarcabilă din două puncte de vedere diferite: aparenta duritate și impulsivitate afișată în momentele cheie ale filmului precum și bunătatea și iubirea de care dă dovadă către finalul filmului, două însușiri care împlinesc dar depășesc cu mult granițele unui simplu act filantropic. Doamna Leigh Anne Tuohy există în realitate, este designer de interioare iar viața acesteia a fost portretizată prin personajul descris mai sus.